# Virginie Brunelle
 (août 2018).
Si vous disposez d'ouvrages ou d'articles de référence ou si vous connaissez des sites web de qualité traitant du thème abordé ici, merci de compléter l'article en donnant les références utiles à sa vérifiabilité et en les liant à la section « Notes et références ».
Virginie Brunelle, née le 9 août 1982 à Mont-Saint-Hilaire en Montérégie, est une danseuse et chorégraphe québécoise. Elle est également la directrice générale et artistique de la Compagnie Virginie Brunelle à Montréal.

## Biographie
Virginie Brunelle est diplômée au baccalauréat du programme de danse profil création de l'UQAM depuis décembre 2007.
En 2009, elle fonde la Compagnie Virginie Brunelle, puis crée sa première œuvre long-format avec Les Cuisses à l’écart du cœur, présentée à Montréal et en Italie. Un an plus tard, en coproduction avec le Théâtre La Chapelle, elle crée Foutrement, qui est présenté en extrait aux Jeux de la Francophonie au Liban avant de tourner dans une douzaine de villes européennes. Elle ouvre la saison 2011-2012 du Théâtre La Chapelle avec une troisième pièce, Complexe des genres, sélectionnée en ouverture de CINARS en 2012 et gagnante du deuxième prix à la compétition chorégraphique internationale d’Aarhus en 2013. L’œuvre est présentée en Europe, en Amérique latine, en Corée et dans plusieurs villes du Québec. En 2013, Virginie crée Plomb, une œuvre coproduite avec l’Agora de la danse.
Par l’intermédiaire de la danse, Virginie Brunelle collabore avec d’autres artistes du cinéma et du théâtre : Anne Émond pour son premier long métrage Nuit, au Théâtre PÀP avec la pièce Dissidents, Myriam Magassouba pour son court-métrage Là où je suis (gagnant d’un Jutra), Isabelle Hayeur pour son court-métrage Une courte histoire de la folie.
En 2021, l'artiste présente un nouveau projet intitulé Les corps avalés. C'est une partition de groupe ou sont présents sept danseurs. Pour la première fois, Virginie Brunelle présente un spectacle à la Place des Arts, au théâtre Maisonneuve.

## Principales chorégraphies
- 2008 : Les Cuisses à l'écart du cœur, Studio 303
- 2010 : Foutrement, Théâtre La Chapelle
- 2011 : Complexe des genres, Théâtre La Chapelle
- 2013 : Plomb, Agora de la danse
- 2016 : À la douleur que j'ai, Agora de la danse
- 2017 : Plomb (nouvelle version)
- 2020 : Les Corps avalés[4]